# Сканда-пурана
«Ска́нда-пура́на» — священный текст индуизма на санскрите, самая большая по объёму из восемнадцати основных Пуран (называемых «махапуранами»). Бо́льшая часть «Сканда-пураны» посвящена описанию жизни и деяний сына Шивы и Парвати Картикеи (также известного под именами Сканда и Муруган). В этой пуране также содержится много легенд о Шиве и о шиваитских святых местах паломничества. В частности, «Сканда-пурана» описывает культ Шивы в регионе Хемакута (Виджаянагар) в Карнатаке, в Варанаси и Ориссе.
Традиционно, все тексты, являющиеся частью «Сканда-пураны», либо делятся на шесть самхит, каждая из которых состоит из нескольких канд, либо просто делятся на семь канд. В период с 1999 по 2003 год, известное индийское издательство Motilal Banarsidass опубликовало полный английский перевод «Сканда-пураны» в 20 томах.
На русский язык (с английского перевода др. G.V. Tagare, а не с санскрита!) «Сканда-пурану» переводит принявший недавно православие российский индолог Олег Николаевич Ерченков. Частично переведены и доступны в сети первые главы Кедара-кханды и 33 главы Каумарика-кханды (I и II части Махешвара-кханды).
С 2016 по 2018 годы выходил сериал «Шани Дэв» на основе «Сканда-пураны».